# Лома дел Позо (Пануко)
Лома дел Позо (шп. Loma del Pozo) насеље је у Мексику у савезној држави Веракруз у општини Пануко. Насеље се налази на надморској висини од 30 м.

## Становништво
Према подацима из 2010. године у насељу је живело 8 становника.

### Хронологија
| Година       | 2000         | 2005      | 2010 |
| ------------ | ------------ | --------- | ---- |
| Становништво | 20 (10 / 10) | 8 (5 / 3) | 8    |

### Попис
| # | Индикатор                     | Вредност |
| - | ----------------------------- | -------- |
| 1 | Укупно домаћинстава           | 5        |
| 2 | Укупно насељених домаћинстава | 2        |
| 3 | Величина локације             | 1        |